# Eufemia de Ross
Euphemia de Ross, född före 1333, död 1386, var genom sitt äktenskap med Robert II drottning av Skottland från 1371 till sin död.
Hon var dotter till earlen Hugo de Ross och Margareta de Graham.
Hon var först gift med John Randolph, 3:e earl av Moray (död 1346). Det har påståtts att hon vid ingången av sitt andra äktenskap (2 maj 1355) tvingades be om påvlig dispens på grund av släktskap, men detta tycks inte stämma.